# Melitaea subseilemis
Melitaea subseilemis är en fjärilsart som beskrevs av Ruggero Verity 1929. Melitaea subseilemis ingår i släktet Melitaea och familjen praktfjärilar. Inga underarter finns listade i Catalogue of Life.